# 第6回全米映画俳優組合賞
6th SAG Awards

2000年3月12日
キャスト賞 - 映画: 

アメリカン・ビューティー
キャスト賞 - ドラマシリーズ: 

ザ・ソプラノズ 哀愁のマフィア
キャスト賞 - コメディシリーズ: 

そりゃないぜ!? フレイジャー
第6回全米映画俳優組合賞（だい6かいえいがはいゆうくみあいしょう）は、2000年3月12日に発表された。

## 候補者及び受賞者一覧

### 映画

#### 主演男優賞
- ケヴィン・スペイシー - 『アメリカン・ビューティー』 - レスター・バーナム役
  - ジム・キャリー - 『マン・オン・ザ・ムーン』 - アンディ・カウフマン役
  - ラッセル・クロウ - 『インサイダー』 - ジェフリー・ワイガンド役
  - フィリップ・シーモア・ホフマン - 『フローレス』 - ラスティ役
  - デンゼル・ワシントン - 『ザ・ハリケーン』 - ルービン・"ザ・ハリケーン"・カーター

#### 主演女優賞
- アネット・ベニング - 『アメリカン・ビューティー』 - キャロライン・バーナム役
  - ジャネット・マクティア - Tumbleweeds - マリー・ジョー・ウォーカー役
  - ジュリアン・ムーア - 『ことの終わり』 - サラ・マイルズ役
  - メリル・ストリープ - 『ミュージック・オブ・ハート』 - ロベルタ・ガスパーリ役
  - ヒラリー・スワンク - 『ボーイズ・ドント・クライ』 - ブランドン・ティーナ役

#### 助演男優賞
- マイケル・ケイン - 『サイダーハウス・ルール』 - ウィルバー・ラーチ役
  - クリス・クーパー - 『アメリカン・ビューティー』 - フランク・フィッツ役
  - トム・クルーズ - 『マグノリア』 - フランク・T・J・マッキー役
  - マイケル・クラーク・ダンカン - 『グリーンマイル』 - ジョン・コーフィ役
  - ハーレイ・ジョエル・オスメント - 『シックス・センス』 - コール・シアー役

#### 助演女優賞
- アンジェリーナ・ジョリー - 『17歳のカルテ』 - リサ・ロウ役
  - キャメロン・ディアス - 『マルコヴィッチの穴』 - ロッテ・シュワルツ役
  - キャサリン・キーナー - 『マルコヴィッチの穴』 - マキシン役
  - ジュリアン・ムーア - 『マグノリア』 - リンダ・パートリッジ役
  - クロエ・セヴィニー - 『ボーイズ・ドント・クライ』 - ラナ・ティスデイル役

#### キャスト賞
- 『アメリカン・ビューティー』
アネット・ベニング、ウェス・ベントリー、ソーラ・バーチ、クリス・クーパー、ピーター・ギャラガー、アリソン・ジャニー、ケヴィン・スペイシー、ミーナ・スヴァーリ
  - 『マルコヴィッチの穴』
  - 『サイダーハウス・ルール』
  - 『グリーンマイル』
  - 『マグノリア』

### テレビ

#### 男優賞（テレビ映画・ミニシリーズ）
- ジャック・レモン - 『モリー先生との火曜日』 - モリー・シュワルツ役
  - ハンク・アザリア - 『モリー先生との火曜日』 - ミッチ・アルボム役
  - ピーター・フォンダ - The Passion of Ayn Rand - フランク役
  - ジョージ・C・スコット - 『風の行方』 - マシュー・ハリソン・ブラディ
  - パトリック・スチュワート - 『クリスマス・キャロル』 - エベネーザ・スクルージ役

#### 女優賞（テレビ映画・ミニシリーズ）
- ハル・ベリー - 『アカデミー 栄光と悲劇』 - ドロシー・ダンドリッジ役
  - キャシー・ベイツ - The Wonderful World of Disney Presents: Annie - ミス・アガサ・ハニガン役
  - ジュディ・デイヴィス - 『アイリスの秋』 - ポーラ役
  - サリー・フィールド - 『アイリスの秋』 - アイリス役
  - ヘレン・ミレン - The Passion of Ayn Rand - アイン・ランド役

#### 男優賞（ドラマシリーズ）
- ジェームズ・ガンドルフィーニ - 『ザ・ソプラノズ 哀愁のマフィア』 - トニー・ソプラノ役
  - デイヴィッド・ドゥカヴニー - 『Xファイル』 - フォックス・モルダー役
  - デニス・フランツ - 『NYPDブルー』 - アンディ・シポウィッツ刑事役
  - リック・シュローダー - 『NYPDブルー』 - ダニー・ソレンソン役
  - マーティン・シーン - 『ザ・ホワイトハウス』 - ジョサイア・"ジェド"・バートレット役

#### 女優賞（ドラマシリーズ）
- イーディ・ファルコ - 『ザ・ソプラノズ 哀愁のマフィア』 - カーメラ・ソプラノ役
  - ジリアン・アンダーソン - 『Xファイル』 - ダナ・スカリー役
  - ロレイン・ブラッコ - 『ザ・ソプラノズ 哀愁のマフィア』 - ジェニファー・メルフィ役
  - ナンシー・マーチャンド - 『ザ・ソプラノズ 哀愁のマフィア』 - リヴィア･ソプラノ役
  - アニー・ポッツ - Any Day Now - メリー・エリザベス・"M.E."・シムズ役

#### 男優賞（コメディシリーズ）
- マイケル・J・フォックス - 『スピン・シティ』 - マイケル・フラハティ役
  - ケルシー・グラマー - 『そりゃないぜ!? フレイジャー』 - フレイジャー・クレイン役
  - ピーター・マクニコル - 『アリー my Love』 - ジョン・ケイジ役
  - デヴィッド・ハイド・ピアース - 『そりゃないぜ!? フレイジャー』 - ナイルズ・クレイン役
  - レイ・ロマーノ - 『HEY!レイモンド』 - レイ・バローネ役

#### 女優賞（コメディ・シリーズ）
- リサ・クドロー - 『フレンズ』 - フィービー・ブッフェ役
  - キャリスタ・フロックハート - 『アリー my Love』 - アリー・マクビール役
  - ルーシー・リュー - 『アリー my Love』 - リン・ウー役
  - サラ・ジェシカ・パーカー - 『セックス・アンド・ザ・シティ』 - キャリー・ブラッドショー役
  - トレイシー・ウルマン - Tracey Takes On... - 多数のキャラクター

#### アンサンブル賞（ドラマシリーズ）
- 『ザ・ソプラノズ 哀愁のマフィア』
ロレイン・ブラッコ、ドミニク・キアネーゼ、ジェイミー＝リン・シグラー、イーディ・ファルコ、ジェームズ・ガンドルフィーニ、ロバート・アイラー、マイケル・インペリオリ、ナンシー・マーチャンド、ヴィンセント・パストーレ、トニー・シリコ、スティーヴン・ヴァン・ザント
  - 『ER緊急救命室』
  - 『ロー&オーダー』
  - 『NYPDブルー』
  - 『ザ・プラクティス ボストン弁護士ファイル』

#### アンサンブル賞（コメディシリーズ）
- 『そりゃないぜ!? フレイジャー』
ペリ・ギルピン、ケルシー・グラマー、ジェーン・リーヴス、ジョン・マホーニー、デヴィッド・ハイド・ピアース
  - 『アリー my Love』
  - 『HEY!レイモンド』
  - 『フレンズ』
  - Sports Night

### 生涯功労賞
- シドニー・ポワチエ